# Telitalálat (film, 2023)
A Telitalálat (eredeti cím: The Perfect Find) 2023-ban bemutatott amerikai romantikus filmvígjáték, amelyet Numa Perrier rendezett Tia Williams azonos című regénye alapján. A főbb szerepekben Gabrielle Union, Keith Powers, Aisha Hinds, D. B. Woodside, La La Anthony, Gina Torres látható.
Amerikában és Magyarországon 2023. június 23-án mutatták be a Netflixen.

## Cselekmény
Egy évvel azután, hogy a negyvenéves Jenna Jonest dobta Brian, akinek tízéves, nagybetűs kapcsolata meghatározta őt, az anyja végre kirúgja. Visszaköltözik New Yorkba, és karriert vált a szépségújságírás világában.
Jenna kénytelen megkérni barátnőjét, Darcy-t, hogy adjon neki munkát a Darzine-nál, és három hónapos próbaidőre felajánlják neki a kreatív igazgatói állást. Aznap este két közeli barátjával elmegy szórakozni, és véletlenül megcsókol egy nála 15 évvel fiatalabb férfit. Másnap a munkahelyén a másnapos Jenna találkozik Eric-kel, ugyanezzel a fiatalabb férfival. Ő Darcy fia, a cég új videós munkatársa.
Jenna és Eric együtt dolgoznak a magazin előfizetéses újrakezdésének tartalmán. Megállapodnak abban, hogy a kapcsolatuk köztük marad. A márkaújítási küldetésük első napján egy látogatás a visszahúzódó Greta Blumennél epikus kudarcba fullad. Összevesznek, és egész hétvégén nem állnak szóba egymással.
Hétfőn fegyverszünetet kötnek, és Jenna meghívja Ericet, hogy hozzon magával néhány barátot egy vacsorára, amit ő és a barátai rendeznek. Jenna és Eric egy kis időt töltenek kettesben, miután a többiek elmentek.
Másnap a munkahelyén Jenna elmondja Ericnek, hogy a régi filmek iránti nosztalgiáról szóló beszélgetésük inspirálja őt. Javasolja, hogy készítsenek egy tisztelgést a klasszikus ruhaköltemények előtt Tökéletes Találat címmel. Szereznek néhány tervezőt, akik felajánlanak néhány limitált darabot, valamint néhány média influencert, hogy segítsenek terjeszteni a hírt.
Együtt sétálnak a Brooklyn hídon pezsgővel a kampányuk megünneplésére, de alighogy kimondják, hogy hűsölni mennek, máris újra a nőnél kötnek ki. Eric mesél neki az apjáról, Otisról, akit kétéves korában megöltek. Az álomprojektje az, hogy filmet készítsen róla. Jenna mesél neki róla és Brianről, akik a főiskolán ismerkedtek meg, mindketten túlteljesítők voltak.
Brian a Forbesban szerepel, és a cikkben világosan kijelenti, hogy hiányzik neki Jenna. A NYT felveszi a kapcsolatot Darcyval, hogy a Tökéletes Találat médiamoguljaként bemutassa őt. Az előfizetések meghaladják az 1 milliót, és amikor a Times cikke megjelenik, az inkább Jenna és Eric közös munkájára koncentrál.
Miután Jenna egy gyerekzsúron kimutatja, hogy féltékeny Eric exére, Madisonra, a férfi dühösen távozik, és figyelmen kívül hagyja a hívásait és üzeneteit. Hazaérve Brian már várja őt. Édesanyja halálát gyászolja, ezért Jenna felajánlja, hogy hazaviszi. Brian megpróbálja rávenni, hogy jöjjön be, de a lány visszautasítja. Mivel Eric másnap nem jön be dolgozni, Jenna feloson hozzá Darcy lakosztályába. Kibékülnek, majd Darcy rajtakapja őket szex után. Jennát kirúgják, Eric pedig nem védi meg őket. Beköltözik a saját lakásába és a saját filmjén dolgozik.
Újév után Jenna végül meggyőzi Ericet, hogy találkozzon vele egy kávézóban. A nő a Columbián divat a filmben kurzust tart, a férfi pedig egy ösztöndíjnak köszönhetően filmet készít Otisról. Jenna megmutatja neki az első ultrahangfelvételt, a férfi dühös lesz és elmegy. Nem sokkal később Darcy behívja magát Jenna lakásába, és bejelenti, hogy most már családtagok. A saját szülei kitagadták őt, így egyedül nevelte fel Ericet. Elkíséri Jennát a következő szülészorvosi rendelésre, később pedig együtt vesznek részt a következő Darzine-gálán.

## Szereplők
| Szerep  | Színész         | Magyar hang       |
| ------- | --------------- | ----------------- |
| Jenna   | Gabrielle Union | Nádasi Veronika   |
| Eric    | Keith Powers    | Gacsal Ádám       |
| Darcy   | Gina Torres     | Hegyi Barbara     |
| Elodie  | La La Anthony   | Sági Tímea        |
| Billie  | Aisha Hinds     | Kocsis Mariann    |
| Carlita | Shayna McHale   | Nemes Takách Kata |
| Tim     | Steelo Brim     | Renácz Zoltán     |
| Brian   | D. B. Woodside  | Bognár Tamás      |
| Greta   | Ts Madison      | Rába Roland       |
| Jimmy   | Godfrey         | Papp Dániel       |

### Magyar változat
- Magyar szöveg: Nikowitz Dorka
- Hangmérnök és vágó: Patkovics Péter
- Gyártásvezető: Farkas Márta
- Szinkronrendező: Joó Gábor
- Produkciós vezető: Horján Annamária

A szinkront a Direct Dub Studios készítette el.

## A film készítése
2018. november 6-án jelentették be, hogy Gabrielle Union lesz a producere és főszereplője a Tia Williams 2016-os regényének filmadaptációjának. A forgatókönyvet Leigh Davenport, a Run the World alkotója írta. Numa Perrier-t 2020. június 12-én nevezték ki rendezőnek, ugyanakkor bejelentették, hogy a Netflix felvásárolta a filmet.

### Forgatás
2021. július 19-én kezdődött a forgatás New Yorkban, Manhattan városrészben. További forgatási helyszínek voltak Newark és Jersey City.